# Pulmonaria apennina
Pulmonaria apennina är en strävbladig växtart som beskrevs av G. Cristofolini och G. Puppi. Pulmonaria apennina ingår i släktet lungörter, och familjen strävbladiga växter. Inga underarter finns listade i Catalogue of Life.